# Macrobius Ambrosius Theodosius

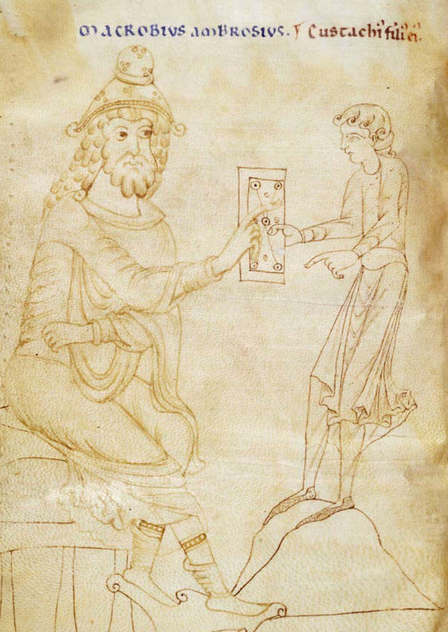
Macrobius und sein Sohn. Phantasiebild in einer mittelalterlichen italienischen Handschrift

Macrobius Ambrosius Theodosius (die Reihenfolge der Namen variiert; * vermutlich um 385/390; † vermutlich nach 430) war ein vorzüglich gebildeter spätantiker römischer Philosoph und Grammatiker. Sein Werk spielte im Mittelalter bei der Vermittlung antiken Bildungsguts eine wichtige Rolle. Sicher ist, dass er ein hoher Beamter war, doch die Frage, ob er mit einem der bekannten gleichnamigen Amtsträger identifiziert werden kann, wird in der Forschung seit Jahrzehnten kontrovers diskutiert und bleibt weiterhin offen. Er war ein konservativer Vertreter der neuplatonischen Weltanschauung. Zum Christentum äußerte er sich nicht.
Seine drei Werke – die Saturnalia („Saturnalien“), ein Kommentar zu Ciceros Somnium Scipionis und eine nur auszugsweise erhaltene grammatische Schrift – sind wohl im zweiten und dritten Jahrzehnt des 5. Jahrhunderts entstanden. Die Saturnalia schildern die Gespräche bei einem Gastmahl im späten 4. Jahrhundert. Sie idealisieren das damalige Gelehrtentum konservativer Persönlichkeiten des „Symmachuskreises“ um Quintus Aurelius Symmachus und führen dem Leser vor Augen, wie in diesem Milieu Traditionspflege betrieben wurde. Der Cicero-Kommentar, in dem das Somnium Scipionis aus neuplatonischer Sicht gedeutet wird, gehörte im Mittelalter zu den beliebtesten antiken Werken.

## Leben
Über das Leben des Macrobius ist sehr wenig bekannt, Annahmen über seine Herkunft sind spekulativ. Einer beiläufigen Äußerung in den Saturnalia ist zu entnehmen, dass er nicht aus Italien stammte. Sein Umgang mit dem Griechischen lässt erkennen, dass es nicht seine Muttersprache war. Seit dem 19. Jahrhundert ist wiederholt eine afrikanische Herkunft vermutet worden.
Sein in Handschriften der Saturnalia und des Cicero-Kommentars überlieferter Titel vir clarissimus et illustris zeigt, dass er senatorischen Ranges war und sehr hohe Ämter bekleidet hatte. Er war, wie aus seinen Werken ersichtlich ist, ein Anhänger der neuplatonischen Philosophie, die damals den gebildeten Gegnern der christlichen Staatsreligion als Grundlage ihrer religiösen Weltanschauung diente. Macrobius vermied eine Stellungnahme zu dem religiösen Konflikt. Er griff das Christentum nicht an, auch nicht indirekt, sondern verschwieg es konsequent.
Macrobius hatte einen Sohn, der Flavius Macrobius Plotinus Eustathius hieß und in den sechziger Jahren des 5. Jahrhunderts Stadtpräfekt von Rom (praefectus urbi) war. Ein Gelehrter namens Macrobius Plotinus Eudoxius, der zusammen mit Quintus Aurelius Memmius Symmachus vor 485 in Ravenna eine Abschrift von Macrobius’ Kommentar zum Somnium Scipionis durchsah und korrigierte, war vermutlich ein Enkel des Schriftstellers. Schon in einem ägyptischen Papyrus des frühen 4. Jahrhunderts aus Oxyrhynchos tauchen die Namen Makrobios und Eudoxios nahe beieinander auf; daher ist vermutet worden, dass der Schriftsteller Macrobius und sein Enkel Eudoxius einer Familie oberägyptischer Herkunft angehörten, in der diese beiden Namen traditionell gebräuchlich waren.
Die Frage, ob der Schriftsteller mit anderweitig bekannten gleichnamigen Personen identifiziert werden kann, ist in der Forschung intensiv diskutiert worden. Aus ihrer Beantwortung ergeben sich Konsequenzen für die Datierung seines Lebens und seiner Werke. Mehrere hohe Beamte, die im Codex Theodosianus (438) erwähnt sind, sind in Betracht gezogen worden: ein Prätorianerpräfekt, ein Prokonsul der Provinz Africa, ein vicarius von Hispanien und ein Oberkämmerer (praepositus sacri cubiculi) in Konstantinopel. Einige Forscher nahmen an, es handle sich bei den drei letztgenannten um ein und dieselbe Person, doch diese Vermutung hat sich als irrig erwiesen.
- Der Oberkämmerer und vir illustris Macrobius ist 422 als amtierender praepositus sacri cubiculi bezeugt. Da der Inhaber dieses Amtes stets ein Eunuch war, kann dieser Oberkämmerer aber nicht, wie man früher vermutete, mit dem paganen Schriftsteller, der Nachkommen hatte, identisch sein.[8]
- Der vicarius von Hispanien namens Macrobius war in den Jahren 399 und 400 nachweislich im Amt. Damals trug er den Titel vir illustris nicht. Da er wegen einer Kompetenzüberschreitung gemaßregelt wurde, ist es unwahrscheinlich, dass er später eine glänzende Karriere gemacht hat und in den exklusiven Kreis der viri illustres aufgestiegen ist. Daher dürfte er kaum mit dem Schriftsteller identisch sein.[9]
- Ein Macrobius war 410 Prokonsul der Provinz Africa. Da er wie der Schriftsteller ein paganer Spitzenbeamter war und das mutmaßliche Lebensalter passt, gilt die Gleichsetzung als plausible Vermutung.
- Für den Prätorianerpräfekten (praefectus praetorio Italiae, Illyrici et Africae), der 430 bezeugt ist, ist nur der Name Theodosius überliefert. Das spricht aber nicht gegen seine Identität mit dem Schriftsteller Macrobius, dessen Rufname ebenfalls Theodosius gewesen sein kann. Das Argument für die Identitätshypothese ist das hohe Amt, das zu dem für den Schriftsteller bezeugten Rang als vir illustris passt.[10]

Wahrscheinlich handelt es sich bei dem Theodosius, dem der Dichter Avianus seine Fabeln widmete, um den Schriftsteller Macrobius.

## Werke
Die Datierung der drei bekannten Werke des Macrobius ist unsicher. Zuerst verfasste er, als er noch nicht vir illustris war, die grammatische Abhandlung; sie entstand wohl zwischen 420 und 430. Sein zweites Werk waren die Saturnalia, die er seinem Sohn Eustathius widmete, als dieser noch ein Schulkind war. Als Macrobius das dritte Werk, den Kommentar zum Somnium Scipionis, Eustathius widmete, war sein Sohn bereits ein junger Mann, der eine philosophische Ausbildung erhalten konnte, also ungefähr zwanzig Jahre alt. Daher wird der Kommentar etwa fünf bis zehn Jahre später als die Saturnalia datiert. Als wahrscheinlicher Zeitraum für die Abfassung dieser beiden Werke gelten heute die zwanziger und dreißiger Jahre des 5. Jahrhunderts.
Macrobius erweist sich als gewandter Stilist, der sich in gehobener, aber nicht gekünstelter Sprache auszudrücken weiß. Er versteht es, seinen Stoff geschickt zu ordnen. Nachdrücklich bringt er seine konservative Gesinnung zur Geltung; Homer und Platon, Vergil und Cicero sind für ihn Autoritäten höchsten Ranges und Vertreter einer einheitlichen, unzweifelhaft richtigen Weisheitslehre.

### Saturnalia

Erstes Blatt einer 1466 in Rom angefertigten Handschrift der Saturnalia

#### Literarische Gestaltung und Quellen
Die Saturnalia sind das letzte bekannte antike Werk aus der Gattung der Symposion-Literatur, die fiktive Gespräche bei Gastmählern wiedergibt. Diesen Rahmen verwendet der Autor zur Darbietung von Wissensstoff aus unterschiedlichen Bereichen. Als formales Vorbild dient ihm Platons Symposion. Die Gespräche sollen während des Festes der Saturnalien geführt worden sein. Das Jahr des Zusammentreffens nennt Macrobius nicht; da Vettius Agorius Praetextatus, einer der Hauptredner, 384 starb, muss die Handlung davor angesetzt werden, vielleicht ins Jahr 382. Macrobius lässt prominente historische Persönlichkeiten des späten 4. Jahrhunderts auftreten. Unter den Teilnehmern sind einflussreiche stadtrömische Vertreter der paganen Bildungstradition: die Senatoren Vettius Agorius Praetextatus, Quintus Aurelius Symmachus, Virius Nicomachus Flavianus, Ceionius Rufius Albinus und Publilius Ceionius Caecina Albinus. Auch der noch junge Grammatiker Servius, der später als Verfasser von Kommentaren zu den drei großen Dichtungen Vergils hervorgetreten ist, gehört zu dem erlesenen Kreis. Es sind zwölf Personen, die aber nicht alle ständig anwesend sind; überwiegend Römer, aber auch einige Griechen und ein Ägypter. Indem Macrobius einen ägyptischen Gast namens Horus auftreten lässt, schafft er Gelegenheit zur Erörterung römischer Einrichtungen, die dem Ägypter unbekannt sind. Horus vertritt in der Runde den Kynismus.
In Wirklichkeit kann ein Gastmahl mit diesem Gästekreis nicht stattgefunden haben, denn zwei Teilnehmer, darunter Servius, waren als historische Personen zu jung, um als Gesprächspartner der anderen in Betracht zu kommen. Diese chronologische Unstimmigkeit nimmt Macrobius bewusst in Kauf, wobei er sich im Vorwort zur Rechtfertigung des literarischen Anachronismus auf das Vorbild der Dialoge Platons beruft.
Die einzelnen Dialogpartner erhalten ein individuelles Profil und vertreten teils unterschiedliche Überzeugungen, doch fehlt dem Gesprächsverlauf die Dramatik, denn es werden keine Kontroversen geführt. Allerdings ergeben sich peinliche Situationen, da ein Gesprächsteilnehmer, Euangelus, durch seine Grobheit und Respektlosigkeit die übrigen Anwesenden provoziert und ihre Geduld auf die Probe stellt, ohne sie mit seinen spöttischen und sogar beleidigenden Bemerkungen aus der Fassung bringen zu können. Seine Anmaßung und Inkompetenz erfährt eine sachliche und überlegene Zurückweisung; so wird die durch ungebührliches Verhalten gestörte soziale Rangordnung unter den Anwesenden nachdrücklich und unter Wahrung der Umgangsformen verteidigt.
Erörtert wird eine Fülle von Themen vor allem aus den Bereichen der Kulturgeschichte, der Mythologie, der religiösen Bräuche und der Philologie. Die Gesprächspartner verknüpfen die kulturhistorischen mit den philologischen Fragestellungen, indem sie immer wieder den Sprachgebrauch und die Etymologie und Geschichte einzelner Begriffe thematisieren. Dabei zeigen sie ihre Gelehrsamkeit, indem sie zahlreiche Zitate aus griechischer und römischer Dichtung und Fachliteratur einstreuen. Da darunter Zitate aus heute verlorenen Werken älterer Autoren sind, stellen die Saturnalia eine wertvolle literaturgeschichtliche Quelle dar. Unter diesem Gesichtspunkt wissen Altertumswissenschaftler die Saturnalia besonders zu schätzen, zumal Macrobius korrekt zu zitieren pflegt und manchmal den genauen Wortlaut wiedergibt. Seine Belesenheit ist aber in Wirklichkeit nicht so beeindruckend, wie die Vielfalt der zitierten Autoren vermuten lässt, denn er hat wohl einen großen Teil der Literatur, die er nennt, nicht selbst in Händen gehabt. Wahrscheinlich kannte er viele Werke, deren Originaltexte längst verschollen waren, nur indirekt aus Quellen, in denen bereits Sammlungen von Auszügen und Zitaten zusammengestellt waren. Diese Zwischenquellen nennt er nicht. Zu den Werken, die er heranzog, gehören die Noctes Atticae des Gellius, Briefe Senecas und Plutarchs Quaestiones convivales. Den Noctes Atticae entnahm Macrobius viel Material, ohne diese Quelle jemals anzugeben.
Macrobius gliedert sein Werk in sieben Bücher. Der Text ist nicht vollständig überliefert; vom zweiten, vierten, sechsten und siebten Buch fehlt der Schluss, vom dritten und vierten der Anfang.

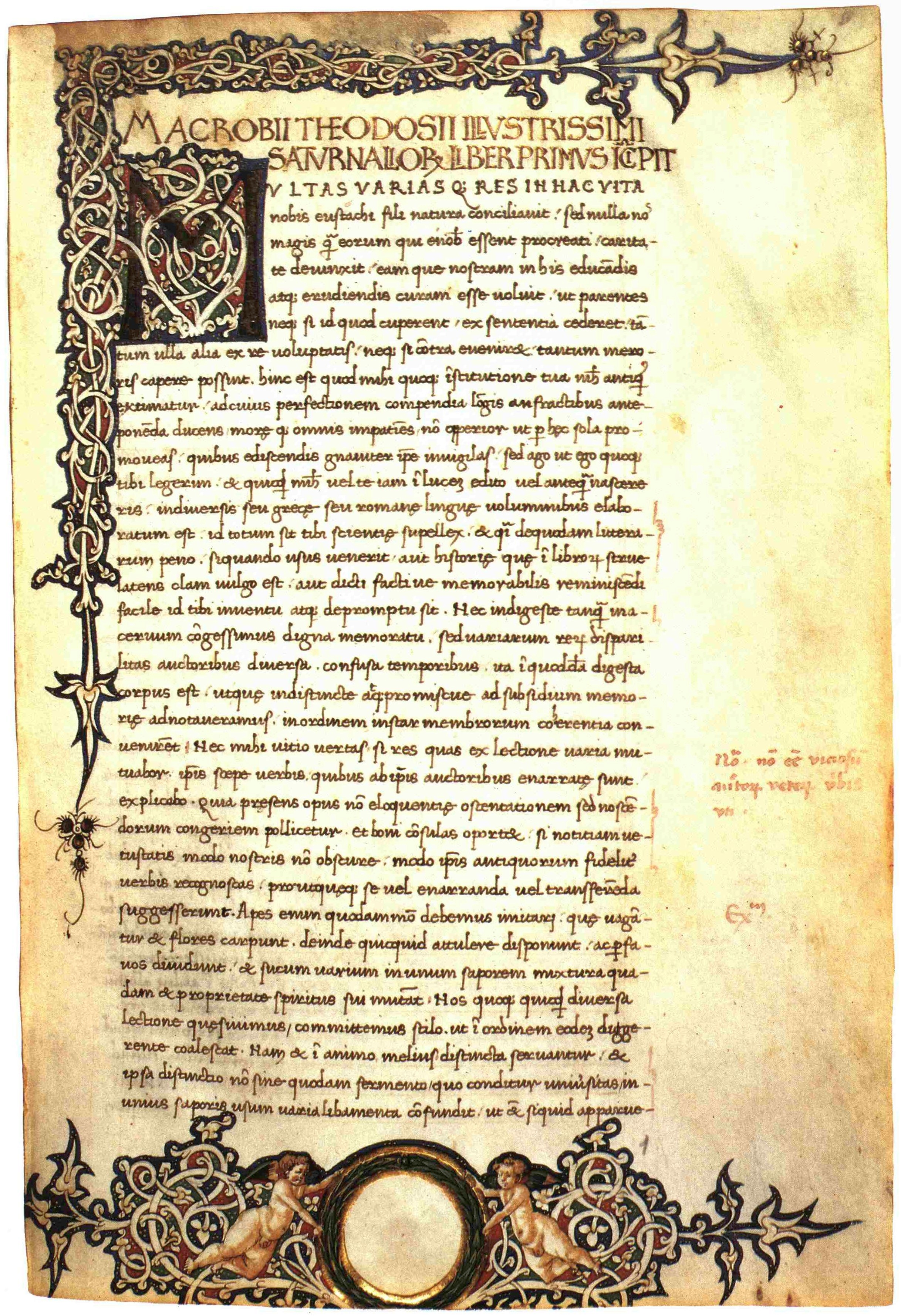
Der Anfang der Saturnalia in der 1450/1470 angefertigten Handschrift Florenz, Biblioteca Medicea Laurenziana, Plut. 65.36

#### Inhalt
Die Saturnalien sind ein mehrtägiges Fest, das die kultivierten Gesprächsteilnehmer zusammen feiern; die Vormittage widmen sie ernsthafter Diskussion, nachmittags wenden sie sich heiterer Unterhaltung zu. Die Gespräche beginnen am Vorabend des Festes, dem 16. Dezember, im Hause des Vettius Agorius Praetextatus und werden am ersten Festtag beim selben Gastgeber fortgesetzt (Bücher 1 und 2). Am zweiten Festtag ist Virius Nicomachus Flavianus der Gastgeber (Buch 3), am dritten und letzten Tag Quintus Aurelius Symmachus (Bücher 4–7). Die fiktiven Gespräche werden aber nicht aus der Perspektive eines Anwesenden erzählt, sondern aus der eines Berichterstatters namens Postumianus, der selbst nicht an dem Symposion teilgenommen hat, da er zwar eingeladen, aber verhindert war. Postumianus gibt an, er stütze sich auf die Darstellung des Gesprächsteilnehmers Eusebius, der ihm am Tag der Wintersonnenwende, wenige Tage nach den Saturnalien, den Verlauf geschildert habe. Diese Konstellation entspricht derjenigen von Platons Symposion.
- Im Vorwort wendet sich Macrobius an seinen jugendlichen Sohn, für den das Werk bestimmt ist, und erklärt seine Absicht. Einleitend stellt er fest, die Erziehung der Kinder werde unter den Aufgaben, welche die Natur dem Menschen stellt, als die wichtigste empfunden. Nichts anderes bereite im Erfolgsfall größere Freude und bewirke bei einem Fehlschlag tiefere Betrübnis. Daher habe er das Bildungsgut, das er sich im Lauf seines Lebens aus griechischer und lateinischer Literatur angeeignet habe, in einem Handbuch zusammengestellt und zweckmäßig geordnet, so dass es nun übersichtlich dargeboten zur Verfügung stehe. Auf inhaltliche Originalität erhebt Macrobius keinen Anspruch. Das Zusammenfügen des vielfältigen Materials zu einem einheitlichen Ganzen sieht er als seine eigene Leistung, deren Wert er betont. Er vergleicht sich mit den Bienen, deren Sammeltätigkeit er nachgeahmt habe; so wie sie habe er nicht nur zusammengetragen, sondern auch das Gesammelte aufbereitet. Aus dem vielfältigen Chor der Stimmen der zitierten Autoren ergebe sich ein Zusammenklang. Damit grenzt sich Macrobius indirekt von Gellius ab, der im Vorwort zu seinen Noctes Atticae einräumt, dass er sich nicht um eine durchdachte, geordnete Darbietung des Stoffs bemüht hat.
- Im ersten Buch beginnt die Unterhaltung am Vorabend des Festes mit der Erörterung der Frage, wann die Saturnalien anfangen, wann also der Übergang von einem Tag zum nächsten anzusetzen ist. Diese Frage gibt zu sprachlichen Überlegungen Anlass. Am ersten Festtag bildet den Ausgangspunkt des Gesprächs die Frage nach dem Beinamen (Cognomen) des Gastgebers Praetextatus, der von der Toga praetexta abgeleitet ist. An die Schilderung des historischen Hintergrunds dieses Namens schließt sich die Erklärung anderer Beinamen an. Horus, der ägyptische Gast, fragt nach dem Ursprung der Saturnalien und des römischen Saturnkults; die Antwort, die er erhält, schildert zugleich die mythische Frühgeschichte der Verehrung des Gottes Ianus. Da an den Saturnalien den Sklaven Übermut erlaubt ist, woran ein Gesprächsteilnehmer Anstoß nimmt, wird die menschliche Würde der Sklaven zum Thema. Dann kommt die Rede auf die Einteilung des Jahres in Monate, als deren Urheber die Könige Romulus und Numa Pompilius galten, auf das römische Kalenderwesen, die Kalenderreform Caesars, die Feiertage und mit bestimmten Tagen verknüpfte Bräuche. Das nächste große Thema ist die Verehrung der Sonne als Gottheit; besprochen werden die verschiedenen Namen des Sonnengottes Sol. Sol wird mit Apollon und anderen traditionell verehrten Göttern gleichgesetzt, so dass sich der herkömmliche römische Polytheismus der monotheistischen Gottesvorstellung des herrschenden Christentums nähert. Nachdem Verse aus Vergils Georgica zitiert worden sind und Euangelus, ein respektloser Kritiker des berühmten Dichters, dessen Sachkenntnis bezweifelt hat, wendet sich das Gespräch Vergil zu, dessen Dichtung im weiteren Verlauf zum Hauptthema wird. Es soll geklärt werden, inwieweit die Werke Vergils nicht nur als Schullektüre geeignet sind, sondern einen tieferen Sinn enthalten und damit der Belehrung Erwachsener dienen können. Zu diesem Zweck soll das Thema von verschiedenen Seiten beleuchtet werden. Daher übernehmen acht der anwesenden Gelehrten die Aufgabe, gemäß ihrer besonderen Sachkenntnis einen Beitrag zu leisten, indem jeder über einen speziellen Aspekt referiert. Dabei geht es sowohl um sprachliche als auch um inhaltliche Gesichtspunkte und um Vergils Rolle als Übermittler griechischer literarischer Tradition.
- Im nur lückenhaft erhaltenen zweiten Buch stellen die Anwesenden eine Fülle von Anekdoten und witzigen Aussprüchen aus der römischen Literatur zusammen, an die sie sich spontan erinnern können. Darunter sind viele Aussprüche, die Cicero und Augustus zugeschrieben wurden oder angeblich an Augustus gerichtet waren. Am Abend beginnt, vom Thema des Weingenusses ausgehend, eine Diskussion über die Lüste, wobei auf die Lustlehre des Aristoteles Bezug genommen wird; der größte Teil dieses Gesprächs ist verloren.
- Die Bücher 3–6 sind in erster Linie Vergil gewidmet. Im dritten Buch geht es um seine Religiosität, seine Kenntnis des römischen Kultes und seine Beschreibungen von Riten, im vierten Buch um seine Darstellung von Gefühlserregung. Im fünften Buch wird dargelegt, was Vergil seinen griechischen Vorbildern, darunter in erster Linie Homer, zu verdanken hat. Das sechste Buch handelt von Vergils Verhältnis zu den römischen Dichtern, von deren Werken er sich inspirieren ließ, sowie von seinem Stil und Wortschatz. Hier erweist sich die Kompetenz des Philologen Servius, der schwierige Vergilstellen erklärt, als hilfreich. Das Hauptanliegen des Macrobius ist die Verherrlichung der Bildung, Weisheit und Sprachkunst Vergils, der als Muster eines vielseitig bewanderten Dichters erscheint. Kein Lob könne Vergils Ruhm erhöhen, kein Tadel ihn mindern. Zwar ist die Bewunderung Vergils nicht einhellig, denn Macrobius lässt unter den Gesprächsteilnehmern auch den Vergilkritiker Euangelus auftreten, doch führt dessen Angriff auf die Autorität des Dichters im ersten Buch nur dazu, dass Vergil im weiteren Verlauf der Gespräche erst recht in ein günstiges Licht gerückt wird.
- Das siebte Buch enthält heitere Gespräche am Nachmittag des letzten Festtages. Die Teilnehmer des Gastmahls schneiden unterschiedliche Themen an, darunter verschiedene Arten von Spott und Fragen der Ernährungslehre. Macrobius lässt den Philosophen Eustathius gegen den Arzt Disarius die Ansicht Platons verteidigen, wonach Getränke nicht über die Speiseröhre zum Magen und von dort in den Darm wandern, sondern über die Luftröhre zur Lunge und von dort zur Blase; demnach gelangen nur feste Speisen in den Magen. Diese in Platons Dialog Timaios dargelegte Meinung hatte schon Aristoteles abgelehnt. Nach der Erörterung dieses Themas macht sich der Spötter und Störenfried Euangelus über die Philosophie lustig, indem er die Frage aufwirft, ob zuerst das Ei oder die Henne da war; darauf erhält er zu seiner Überraschung eine ernsthafte, ausführliche Antwort mit Argumenten für beide Positionen.

### Kommentar zu CicerosSomnium Scipionis

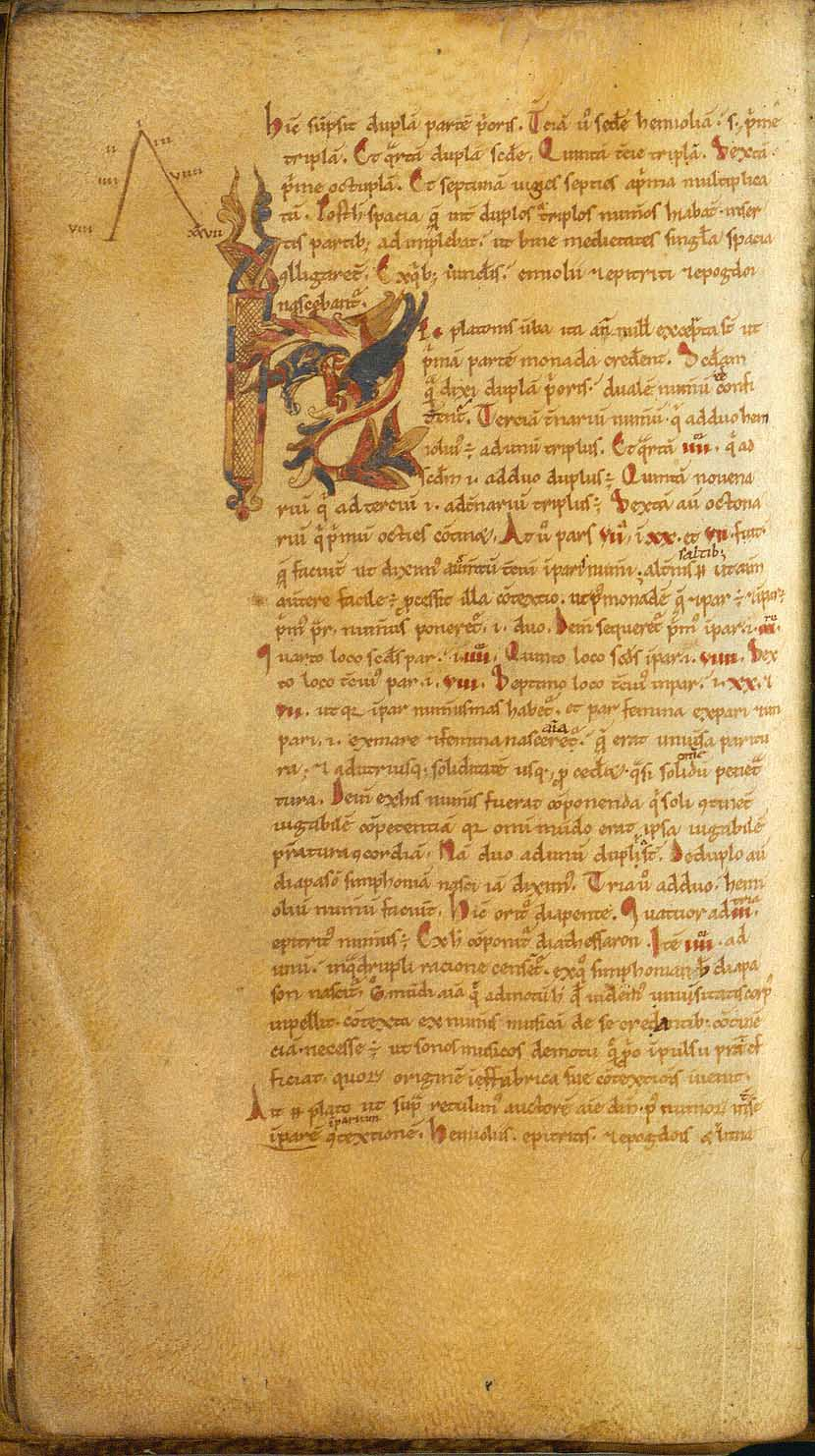
Seite einer Handschrift des Kommentars zum Somnium Scipionis aus dem 12. Jahrhundert

Der Kommentar zu Ciceros „Traum des Scipio“ (Somnium Scipionis) ist vollständig überliefert; er umfasst zwei Bücher. Kommentiert wird eine Erzählung aus dem sechsten und letzten Buch von Ciceros Schrift De re publica. Sie schildert einen Traum, in dem im Jahre 149 v. Chr. der berühmte römische Feldherr Scipio Africanus, der „ältere Scipio“, seinem Adoptivenkel, dem „jüngeren Scipio“ (Scipio Aemilianus), erscheint. Der verstorbene Feldherr belehrt im Traum seinen Nachkommen über das Leben der Seele nach dem Tod, die Beschaffenheit des Kosmos und der Erde und das künftige Schicksal des römischen Volkes. Dieser Teil von De re publica wurde möglicherweise schon vor dem 5. Jahrhundert auch als separates Werk überliefert und gelesen. Macrobius hatte aber noch zu einem vollständigen Exemplar der heute großenteils verlorenen Schrift De re publica Zugang.
Macrobius verzichtet darauf, in seinem Kommentar den gesamten kommentierten Text abschnittweise wiederzugeben oder ihn, wie es später mittelalterliche Abschreiber taten, als Anhang beizufügen. Sein Kommentar behandelt nicht systematisch die ganze Erzählung, sondern nur ausgewählte Passagen, denn sein Interesse gilt dem philosophischen Gehalt, nicht den literarischen Aspekten. Er greift die Thematik aus seiner neuplatonischen Perspektive auf und bemüht sich, Platons Philosophie mit dem Weltbild des Somnium Scipionis zu harmonisieren. Dabei nimmt er einzelne Bemerkungen im kommentierten Text zum Anlass für ausführliche Erörterungen, die über seine Weltanschauung Aufschluss geben, aber zum Teil mit Ciceros Anliegen nur lose zusammenhängen. Den neuplatonischen Charakter seiner Gedankenwelt unterstreicht er mit lobenden Äußerungen über die führenden Neuplatoniker Plotin und Porphyrios; Plotin und Platon hält er für die bedeutendsten Philosophen, von Porphyrios ist er stark beeinflusst.
Zu den Hauptthemen des Kommentars gehören die Beschaffenheit der Seele, ihre Tugenden, ihre Selbstbewegung und Unsterblichkeit sowie ihre gegenwärtige und künftige Stellung im Kosmos. An Ciceros Ausführungen über das Universum anknüpfend geht Macrobius ausführlich auf die Kosmologie und die Astronomie ein. Eingehend behandelt er auch die Grundlagen der musikalischen Harmonik, die pythagoreische Lehre von der Sphärenharmonie, die Geographie und den kosmischen Zyklus („Großes Jahr“). Seine Ausdrucksweise ist von einem stets spürbaren Bemühen um größtmögliche Klarheit geprägt.
Wie bei den Saturnalia ist auch hier nicht davon auszugehen, dass Macrobius alle Werke, die er zitiert, tatsächlich gelesen hat. Vielmehr dürfte er einen beträchtlichen Teil seines Wissens bereits vorhandenen Textsammlungen, Kommentaren oder Handbüchern verdanken.

#### Traumlehre
Der Kommentar beginnt mit einem Vergleich zwischen Scipios Traum und dem Mythos des Er in Platons Dialog Politeia, der für Cicero das literarische Vorbild war. Dann erörtert Macrobius die Rolle des Mythos in der Literatur und in der Philosophie und die Welt der Träume. Er präsentiert eine Klassifikation der Träume, wobei er zunächst zwischen zwei Hauptgruppen unterscheidet: bedeutsame Träume, die einer Interpretation von kompetenter Seite bedürfen, und bedeutungslose. Diese Hauptgruppen werden weiter unterteilt. Zu den bedeutsamen Träumen zählt Macrobius den Traum „im eigentlichen Sinne“ (proprie), welcher einen realen Sachverhalt mit Symbolen ausdrückt, die Vision (visio), bei der man etwas so voraussieht, wie es später tatsächlich eintritt, und das Traumorakel (oraculum), bei dem eine Autoritätsperson oder sogar ein Gott dem Träumenden verkündet, dass etwas geschehen oder unterbleiben werde oder dass etwas zu tun oder zu unterlassen sei. Beim Traum im eigentlichen Sinne unterscheidet Macrobius je nach Akteuren und Schauplätzen der Traumhandlung fünf Unterarten.

#### Seelenlehre
Ausführlich schildert Macrobius die Phasen des Abstiegs der Seele von ihrer himmlischen Heimat, die er im Bereich der Milchstraße lokalisiert, durch die sieben Planetensphären zur Erde, wo sie ihre körperliche Hülle erlangt. Für die Seele ist dieser Abstieg nach Macrobius’ Überzeugung notwendigerweise immer und von Anfang an eine Katastrophe, denn sie gelangt dadurch in eine Unterwelt. Beim Abstieg verliert sie ihre ursprüngliche göttliche, einfache, ungeteilte Form und erhält eine ausgedehnte und teilbare Gestalt, wobei sie dem Einfluss der Materie unterliegt und ihr ursprüngliches Wissen einbüßt. An die Stelle dieses Wissens tritt das Nachdenken und das Bemühen um Einsicht. Der Grund für den Abstieg liegt in der Seele selbst; nicht eine äußere Einwirkung, sondern eine eigene Regung veranlasst sie dazu, ihre Gedanken auf den Körper und ein irdisches Leben zu richten und ein Verlangen danach zu entwickeln. Durch das Gewicht dieser Gedanken sinkt sie ab, womit ihr Hinabgleiten zur Erde einsetzt. Somit wird sie von ihrer ersten Verfehlung, dem Urvergehen, die Körperlichkeit zu begehren, ins Unglück gestürzt. Jede Phase des Abstiegs wird von der Seele als ein Tod erlebt; der letzte und schlimmste Tod ist der Eintritt in den Körper. Der Abstieg ist jedoch umkehrbar; durch Wiedererinnerung – die allerdings schwierig zu erlangen ist – kann die Seele dem Vergessen entrinnen und ihre Herkunft erkennen. Dann kann es ihr gelingen, ihren anfänglichen Zustand vollkommener Unversehrtheit und Glückseligkeit wiederzugewinnen und in ihre Heimat zurückzukehren. Ist sie dazu nicht in der Lage, so bleibt sie dem Kreislauf der Seelenwanderung unterworfen. Solange sie sich im Körper aufhält, hat sie ihre damit verbundenen Aufgaben zu erfüllen; sie darf den Tod des Körpers nicht eigenmächtig herbeiführen, denn damit würde sie ihren Reinigungsprozess unterbrechen und unter dem Zwang von Affekten handeln, was Unfreiheit bedeutet.
Macrobius übernimmt seine Seelenlehre großenteils von Porphyrios; zum Teil lässt sich sein Konzept auf die nur fragmentarisch überlieferte Lehre des Mittelplatonikers Numenios zurückführen. Ferner ist eine Ähnlichkeit seiner Vorstellung vom Schicksal der Seele mit Gedankengut der Chaldäischen Orakel erkennbar. Er ist davon überzeugt, dass die menschliche Seele nicht nur unsterblich, sondern eine Gottheit ist. Diese Einsicht solle aber denen vorbehalten bleiben, die zur Selbsterkenntnis gelangt sind, denn anderenfalls werde irrtümlicherweise auch das Vergängliche im Menschen für göttlich gehalten.
Auf acht Einwände des Aristoteles gegen das platonische Seelenkonzept geht Macrobius ausführlich ein. Dazu erklärt er einleitend, er stütze sich dabei auf Argumente bedeutender Platoniker, die er gesammelt habe. Es liege jenseits seiner Kompetenz, aufgrund eigener Erkenntnisse ein Urteil zu fällen und der Meinung des Aristoteles zu widersprechen, doch könne er wenigstens einige Überlegungen beisteuern. Mit seiner demonstrativen Bescheidenheit distanziert er sich zugleich von den Autoritäten, auf die er sich beruft und denen er ein stark ausgeprägtes Selbstbewusstsein und Geltungsbedürfnis unterstellt.

#### Ethik
Die Tugendlehre des Macrobius ist von traditionellen römischen Vorstellungen, vor allem von Ciceros Gedankengut geprägt. Darin unterscheidet sie sich von derjenigen der griechischsprachigen Neuplatoniker. Macrobius weist den politischen Tugenden eine wichtigere Rolle zu als Plotin und Porphyrios. Als Kommentator des Somnium Scipionis stößt er auf einen Gegensatz zwischen der Position Ciceros und derjenigen der Neuplatoniker. Cicero stellt speziell dem Staatsmann die ewige himmlische Seligkeit als Lohn für Verdienste um das Vaterland in Aussicht. Die griechischsprachigen Neuplatoniker hingegen billigen dem Staatsmann keinen Vorrang vor anderen tugendhaften Menschen zu und lehren, der einzige Weg zur Glückseligkeit sei das der Theorie gewidmete philosophische Leben. Macrobius versucht den Gegensatz zu entschärfen; er hält am Vorrang der spezifisch philosophischen Tugenden fest, betont aber den ethischen Wert der politischen Praxis.

#### Kosmologie

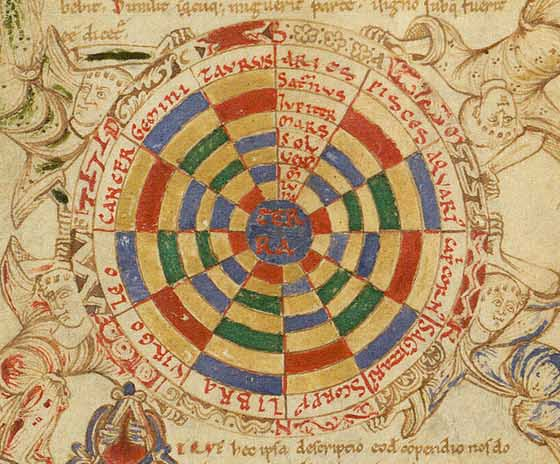
Darstellung des Universums in einer Macrobius-Handschrift des 12. Jahrhunderts

In der Kosmologie lokalisiert Macrobius, wie damals allgemein üblich, die Erde in der Mitte des Universums. Die unbewegliche Erde ist von sieben Planetensphären – rotierenden konzentrischen Kugeln, die je einen Planeten tragen – umgeben. Die Sonne und der Mond gelten dabei als Planeten. Die achte Sphäre ist der Träger der Fixsterne; ihre Bewegung ergibt für Macrobius das Maß des „Großen Jahres“, dessen Länge er – anders als alle anderen antiken Autoren – mit 15.000 Jahren angibt. Damit weicht er als einziger antiker Schriftsteller von der damals gängigen Definition des Großen Jahres ab, welche die Rückkehr aller Planeten in ihre Ausgangspositionen zum einzigen Kriterium für die Vollendung eines Großen Jahres macht, ohne den Präzessionszyklus der Fixsterne zu berücksichtigen.
Macrobius schließt sich der Ansicht derjenigen Platoniker an, welche nur die äußerste Sphäre, die der Fixsterne, als absolut unveränderlich betrachten und die Planetensphären zu dem Bereich zählen, in dem sich ein Werden und Vergehen abspielt. Damit widerspricht er der vor allem von den Aristotelikern vertretenen Auffassung, wonach der Bereich der Vergänglichkeit erst unterhalb der Mondsphäre beginnt und die Planeten zur oberen Welt gehören, die keinerlei Wandel unterworfen ist. Alles Werden und Vergehen betrachtet Macrobius als einen Wandel der Erscheinungsform; eine Zerstörung als Vernichtung, die das Sein beendet, schließt er aus.
In der Frage der Reihenfolge der Planeten entscheidet sich Macrobius für das von Platon vertretene „ägyptische“ Modell, in dem sich die Sonnensphäre direkt oberhalb der Mondsphäre befindet; somit nimmt die Sonne von der Erde aus gesehen den zweiten Platz ein. Bei Platon ist die Reihenfolge von innen nach außen: Erde, Mond, Sonne, Venus, Merkur, Mars, Jupiter, Saturn; in der Variante des Macrobius sind die Plätze von Merkur und Venus vertauscht. Das alternative Modell ist das „chaldäische“ Ciceros, in dem die Sonnensphäre unter den sieben Planetensphären die vierte, mittlere Position einnimmt (Reihenfolge: Erde, Mond, Merkur, Venus, Sonne, Mars, Jupiter, Saturn). Macrobius verwirft Ciceros Alternative nicht, vielmehr betrachtet er den Widerspruch zwischen den beiden Modellen als scheinbar und versucht ihn mit Hilfe der Epizykeltheorie aufzulösen; durch die Epizykelbewegung erscheinen Merkur und Venus zeitweise unterhalb und zeitweise oberhalb der Sonne.
In der umstrittenen Frage der Weltentstehung (Kosmogonie) verteidigt er die bei den Neuplatonikern vorherrschende Lehre von der Anfangs- und Endlosigkeit der Welt und ihrer Kreisläufe. Demgemäß hält er den Verlauf der Geschichte nicht für linear-progressiv, sondern für zyklisch. Diese Position ist für ihn die Lehre „der Philosophie“ schlechthin über die Ewigkeit der Welt.
Den Menschen betrachtet Macrobius als Mikrokosmos („kleine Welt“, brevis mundus), den Kosmos als „großen Menschen“, da zwischen Mensch und Kosmos eine Analogie bestehe.

#### Geographie

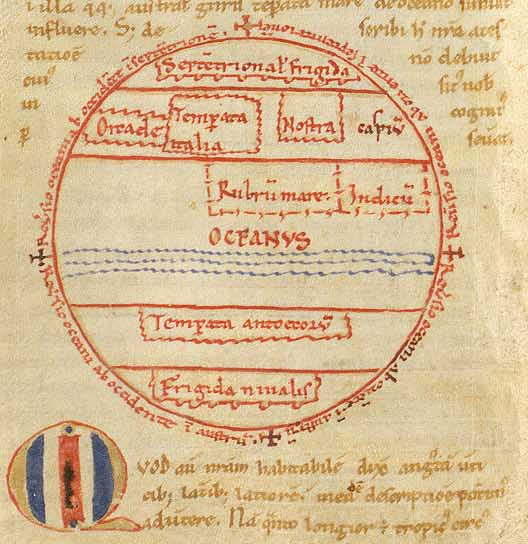
Schematische Weltkarte in einer Macrobius-Handschrift des 12. Jahrhunderts

Zu den geographischen Ansichten des Macrobius gehört die Überzeugung, dass es außer dem zu seiner Zeit bekannten und besiedelten Teil der Erdoberfläche noch drei weitere Erdteile gebe, deren Bewohner durch unüberwindliche natürliche Hindernisse von dem ihm bekannten Teil getrennt seien. Die andere Seite der Erdkugel sei von den Antipoden („Gegenfüßlern“) bewohnt.

### Grammatische Abhandlung
Von der grammatischen Abhandlung „Über die Unterschiede und die Gemeinsamkeiten der griechischen und der lateinischen Verben“ sind nur Auszüge erhalten geblieben. Der traditionell gängige Titel lautet De differentiis et societatibus Graeci Latinique verbi, doch hat der Herausgeber Paolo De Paolis gezeigt, dass der authentische Titel wohl etwas anders formuliert war: De verborum Graeci et Latini differentiis vel societatibus. Vergleiche zwischen der griechischen und der lateinischen Sprache waren ein beliebtes Thema spätantiker Grammatiker. Macrobius beschränkte sich auf einen Teil des umfangreichen Themas, den Vergleich der Verben. Sein systematisches Fragen nach den Unterschieden (differentiae) war eine methodische Neuerung in der Untersuchung der lateinischen Grammatik. Er meinte, wer die Grammatik der einen Sprache erlernt habe, verstehe damit weitgehend auch die der anderen. Seine Abhandlung ist eine Kompilation aus Werken früherer Autoren, darunter Apollonios Dyskolos und Gellius; eine unbekannte, heute verlorene lateinische Quelle ist anzunehmen.

## Rezeption

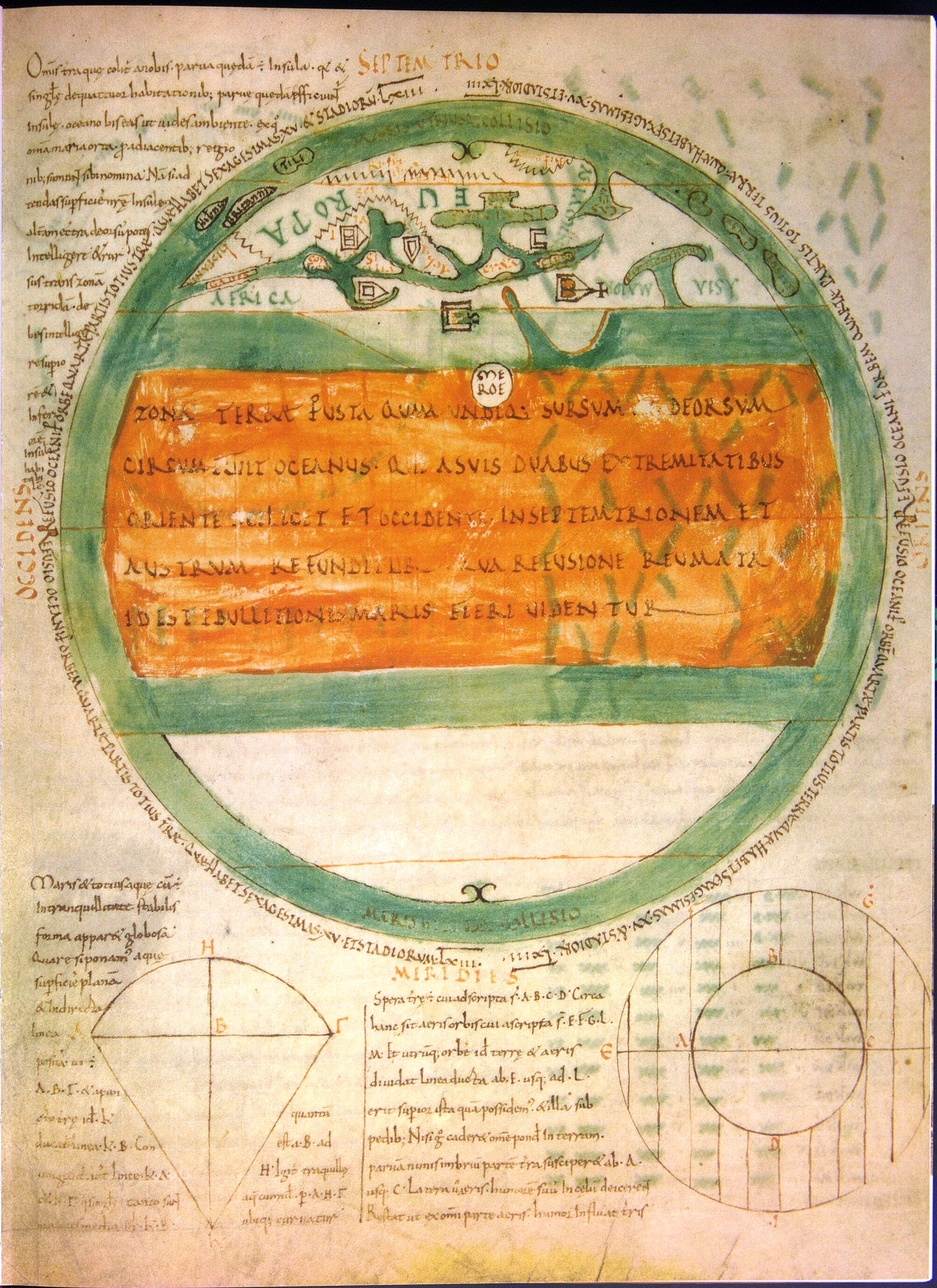
Weltkarte Abbos von Fleury nach Macrobius in der Handschrift Berlin, Staatsbibliothek, Ms. Phill. 1833, fol. 39v (10. Jahrhundert)

### Spätantike und Mittelalter

#### Kommentar zumSomnium Scipionis
In der Spätantike und im vorkarolingischen Frühmittelalter scheint der Kommentar nur vereinzelt Beachtung gefunden zu haben. Die Hypothese, dass in Werken der Kirchenväter Ambrosius und Hieronymus Macrobius-Reminiszenzen vorliegen, entbehrt einer überzeugenden Begründung. Boethius berief sich in seinem Kommentar zur Isagoge des Porphyrios auf das Werk des Macrobius, und auch in seiner Consolatio Philosophiae ist eine Benutzung dieser Quelle erkennbar. Cassiodor nahm in seinem Psalmenkommentar auf Macrobius’ Zusammenstellung philosophischer Positionen zur Seelenlehre Bezug.

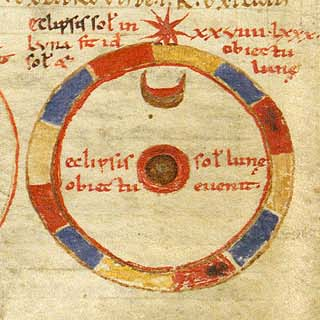
Schema einer Sonnenfinsternis in einer Macrobius-Handschrift des 12. Jahrhunderts

Ob Isidor von Sevilla, Beda und der Verfasser der Cosmographia (Pseudo-Aethicus Ister) Zugang zur Schrift des Macrobius hatten, ist nicht eindeutig zu ermitteln. Erst in der Zeit der karolingischen Erneuerung setzt die Rezeption deutlich erkennbar ein. Das Interesse der frühmittelalterlichen Gelehrten galt hauptsächlich den astronomischen Ausführungen des Macrobius, die unter anderem in Zusammenhang mit der Osterfestberechnung (Computus) studiert wurden, sowie der Musiktheorie. Im Jahr 811 schrieb der irische Gelehrte Dungal Kaiser Karl dem Großen einen Brief, mit dem er eine Anfrage des Herrschers zum Phänomen der Sonnenfinsternis beantwortete, wobei er Macrobius’ Cicero-Kommentar ausgiebig zitierte. Die Gelehrten Lupus von Ferrières und Heiric von Auxerre beteiligten sich eigenhändig an der Anfertigung einer Abschrift des Kommentars, die sich heute in Paris befindet. Ein Zentrum der frühmittelalterlichen Macrobius-Studien war die französische Benediktinerabtei Fleury, wobei von dem dortigen Abt Abbo von Fleury wichtige Impulse ausgingen.
Ein Abschnitt aus dem Kommentar zum Somnium Scipionis, der musikalische Intervalle behandelt, wurde auch separat unter dem Titel De symphoniis musicae („Über die Zusammenklänge der Musik“) verbreitet. Der frühmittelalterliche Musiktheoretiker Regino von Prüm zitierte diesen Text.

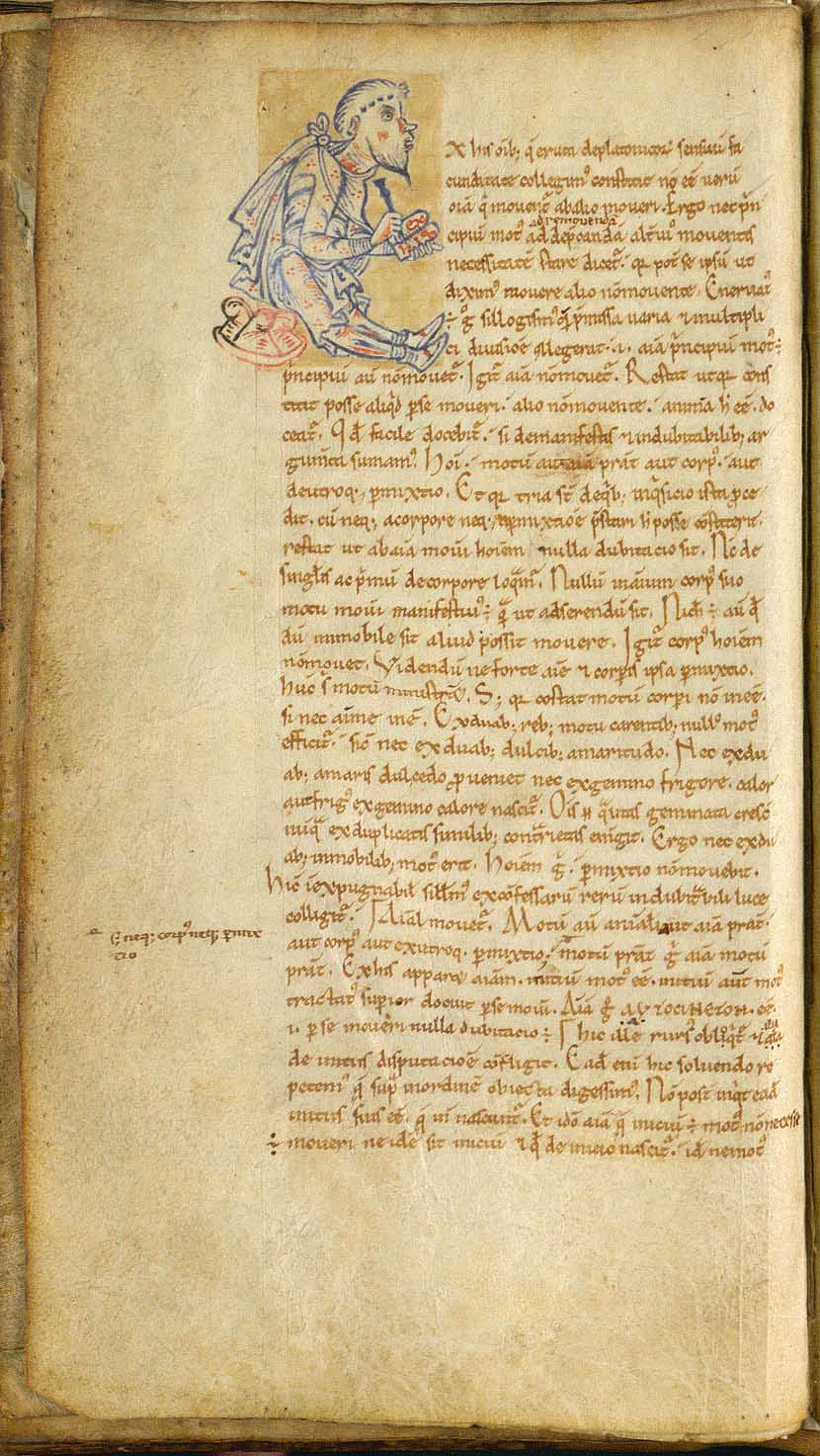
Seite einer Macrobius-Handschrift des 12. Jahrhunderts. Die Zeichnung soll vermutlich Macrobius darstellen.

Die handschriftliche Überlieferung setzt im 8. Jahrhundert ein; damals entstand der älteste Textzeuge, ein Codex aus der Abtei Bobbio, einer irischen Gründung in Norditalien. Er enthält Exzerpte in irischer Minuskel. Aus dem 9. Jahrhundert stammen sechs der erhaltenen Handschriften; acht weitere wurden im 10. Jahrhundert angefertigt, 31 im 11. Jahrhundert. Im 12. Jahrhundert erreichte die Verbreitung des Werks ihren Höhepunkt; damals entstanden 106 der insgesamt 230 heute noch vorhandenen Abschriften aus dem Zeitraum vom 9. bis zum 15. Jahrhundert. Auch die mittelalterlichen Bibliothekskataloge, die einen zuverlässigen Eindruck von den Bücherbeständen vermitteln, lassen erkennen, dass die kulturelle Erneuerung, die oft mit dem umstrittenen Begriff „Renaissance des 12. Jahrhunderts“ bezeichnet wird, der Rezeption des Cicero-Kommentars einen starken Aufschwung verschaffte.
Im Hochmittelalter spielte der Kommentar zum Somnium Scipionis bei der Aufnahme neuplatonischen Gedankenguts eine Schlüsselrolle, vor allem auf dem Gebiet der Kosmologie. Er leistete auch einen wichtigen Beitrag zur Verbreitung von Ciceros Erzählung. Petrus Abaelardus setzte sich intensiv mit der Kosmologie des Macrobius auseinander; er zählte den spätantiken Gelehrten zusammen mit Sokrates, Platon, Pythagoras, Cicero und Vergil zu den erstrangigen Philosophen. Eifrige Benutzer von Macrobius’ Werk waren vor allem Schriftsteller, die zur Strömung der platonisch ausgerichteten „Schule von Chartres“ oder zu deren Umkreis gehörten, darunter Wilhelm von Conches, Bernardus Silvestris, Johannes von Salisbury und Alanus ab Insulis.
Einflussreich waren auch die Ansichten des Macrobius zu geographischen Fragen. Die mittelalterlichen Abschriften seines Cicero-Kommentars enthielten Karten, welche für die Entwicklung der mittelalterlichen Kartografie von Bedeutung waren. Zahlreiche mittelalterliche Karten, insbesondere aus dem 12. Jahrhundert, gehen auf seine Ausführungen zurück; kein anderer antiker Autor hat das geographische Weltbild des Mittelalters stärker geprägt als Macrobius. Viel Beachtung fand seine falsche Erklärung der Gezeiten, welche er nicht auf den Einfluss des Mondes, sondern auf einen Zusammenprall von Meeresströmungen an den Polen zurückführte. Seine Lehre von den Antipoden, deren Lebensraum auf der anderen Seite der Erdkugel vom bekannten Teil der Erde aus prinzipiell unerreichbar sei, erregte in Theologenkreisen Anstoß. Sie wurde angegriffen, da ihre Konsequenz ist, dass die christliche Botschaft bei den Antipoden nicht verbreitet werden kann.
Der Kommentar zum Somnium Scipionis beeinflusste auch die hoch- und spätmittelalterlichen Traumtheorien und Vorstellungen von der Traumdeutung. Macrobius’ Einteilung der Träume gehörte neben denen des Calcidius und Gregors des Großen zu den drei einflussreichsten Traumklassifikationen. Seine Traumtheorie wurde auch in der volkssprachlichen Literatur zur Kenntnis genommen; Guillaume de Lorris nahm im Rosenroman darauf Bezug und Geoffrey Chaucer erwähnte Macrobius in diesem Zusammenhang in mehreren seiner Werke.
Ein weiteres Gebiet, auf dem der Kommentar zum Somnium Scipionis im Hochmittelalter eine breite Wirkung entfaltete, war die Tugendlehre. Die von Macrobius vermittelte Definition und Klassifikation der Tugenden wurde von den Moraltheoretikern aufgegriffen.
Das starke Interesse an dem Kommentar zeigte sich auch in dem Bedürfnis nach Erklärung erläuterungsbedürftiger Textstellen, das durch teils ausführliche Glossen befriedigt wurde. Wilhelm von Conches verfasste Glosae super Macrobium („Glossen zu Macrobius“), und in einem Codex aus dem 12. Jahrhundert sind anonyme Glossen überliefert, die sich vor allem auf „klassische“ Themen des Platonismus wie die Weltseele, die Ideenlehre, das Verhältnis der Seele zum Körper und kosmologische Fragen beziehen. In Handschriften wurden dem Text des Macrobius manchmal accessus (Einleitungen) vorangestellt, die als Quellen für die mittelalterliche Macrobius-Rezeption aufschlussreich sind.
Allerdings fand Macrobius im Hochmittelalter nicht nur Bewunderer. Manegold von Lautenbach, ein polemisierender Gegner des auf paganer antiker Literatur fußenden Bildungswesens, griff ihn im späten 11. Jahrhundert als gefährlichen Vermittler unchristlichen Gedankengutes an. In seinem Liber contra Wolfelmum wies er auf die Unvereinbarkeit der Kosmologie des spätantiken Neuplatonikers mit der biblischen hin. Die Tugendlehre des Macrobius hingegen fand er akzeptabel. Zu den Kritikern gehörte auch der Mönch Helinand von Froidmont, der sich im späten 12. und frühen 13. Jahrhundert als Schriftsteller betätigte. Er bekämpfte in einer Abhandlung über die Selbsterkenntnis die Seelenlehre des Kommentars zum Somnium Scipionis.
Im Spätmittelalter setzte sich die breite Macrobius-Rezeption fort. Zu den Autoren, die den Cicero-Kommentar ausgiebig zitierten, gehören der bedeutende Enzyklopädist Vinzenz von Beauvais und Thomas von Cantimpré, der ein vielbeachtetes Handbuch „Über die Natur der Dinge“ schrieb. Albert der Große befasste sich hauptsächlich mit der Anthropologie und Seelenlehre des Macrobius, Thomas von Aquin und Bonaventura setzten sich mit seinen Ansichten zur Ethik auseinander.
Der Cicero-Kommentar erreichte im Spätmittelalter sogar die byzantinische Welt; der Gelehrte Maximos Planudes übersetzte ihn zusammen mit Ciceros Somnium Scipionis ins Griechische. Die in rund zwanzig Handschriften überlieferte Übersetzung des Planudes ist allerdings von geringer Qualität, da die Übermittlung des Sinnes oft dem Streben nach Wörtlichkeit der Übertragung zum Opfer gefallen ist.

#### Saturnalia
Auch die Saturnalia waren im Frühmittelalter zunächst kaum bekannt; ob Isidor von Sevilla ein Exemplar zur Verfügung hatte, ist unklar. Beda verwendete eine kurze Zusammenstellung von Exzerpten, die unter dem Titel Disputatio Hori (oder Chori) et Praetextati („Debatte zwischen Horus und Praetextatus“) kursierte. Ebenso wie der Cicero-Kommentar verdankten auch die Saturnalia ihre Wiederentdeckung der karolingischen Erneuerung; die sechs ältesten erhaltenen Handschriften stammen aus dem 9. Jahrhundert, Lupus von Ferrières kannte das Werk. In den folgenden Jahrhunderten fanden die Saturnalia zwar einige Beachtung (insbesondere bei Johannes von Salisbury), doch bei weitem weniger als der Cicero-Kommentar. Aus der Zeit vom 10. bis zum 14. Jahrhundert sind nur 46 Handschriften erhalten geblieben. Erst in der Renaissance intensivierte sich das Interesse; aus dem 15. Jahrhundert sind 61 Abschriften heute noch vorhanden, mehr als die Hälfte der gesamten handschriftlichen Überlieferung.

#### Grammatische Abhandlung
Die älteste erhaltene Handschrift, die ins 7. oder 8. Jahrhundert datiert wird, stammt aus Bobbio. Im 9. Jahrhundert stellte ein Johannes, sehr wahrscheinlich der irische Gelehrte Johannes Scottus Eriugena, Auszüge aus der grammatischen Abhandlung zusammen, die als „Pariser Exzerpte“ bekannt sind. Frühmittelalterliche Iren, die sich mit dem Werk befassten, betrachteten es anscheinend als Hilfsmittel beim Versuch der Erlernung des Griechischen.

### Frühe Neuzeit

Titelblatt eines frühneuzeitlichen Druckes von Werken des Macrobius, Venedig 1574

Schon in der Epoche des Frühhumanismus fand Macrobius bei den Humanisten Wertschätzung. Francesco Petrarca, der sich besonders für seine Tugendlehre interessierte, nannte ihn einen hervorragenden Schriftsteller und zitierte ihn in Briefen, Coluccio Salutati studierte den Cicero-Kommentar gründlich und kannte auch die Saturnalia. Die philosophische Aufwertung der politischen Tätigkeit im Cicero-Kommentar fand in humanistischen Kreisen Anklang, da sie den Neigungen der Renaissance-Humanisten entgegenkam.
Die Saturnalia und der Kommentar zum Somnium Scipionis wurden erstmals 1472 in Venedig gedruckt. Die erste Ausgabe der „Pariser Exzerpte“ aus der grammatischen Schrift brachte Johannes Opsopoeus 1588 in Paris heraus. Im späten 15. und im 16. Jahrhundert erschienen zahlreiche Drucke von Werken des Macrobius, doch im 17. und 18. Jahrhundert nahm das Interesse an ihm stark ab. Cervantes verwertete Ideen aus dem Cicero-Kommentar für seinen Don Quixote.

### Moderne
Die moderne Macrobiusforschung wurde lange durch einen chronologischen Irrtum behindert. Man datierte die Saturnalia ins späte 4. Jahrhundert. Daher wurde dieses Werk in zahlreichen kulturhistorischen Untersuchungen als wichtige Quelle für die damalige pagane Reaktion (pagan revival) auf den Vormarsch des Christentums herangezogen. Besonders nachdrücklich schrieben Jelle Wytzes und Herbert Bloch den Saturnalia eine Rolle als kulturelle Waffe in der Endphase des religionspolitischen Kampfes zu. Man meinte, Vergils Dichtung sei zu einer Gegenbibel stilisiert worden. Nach heutigem Forschungsstand sind jedoch die Saturnalia frühestens im zweiten Jahrzehnt des 5. Jahrhunderts entstanden, als der Kampf beendet und die Christianisierung des Reichs schon viel weiter fortgeschritten war. Macrobius verfolgte somit nicht die ihm früher zugeschriebenen politischen Ziele, sondern idealisierte rückblickend eine bereits der Vergangenheit angehörende Gelehrtengeneration.
Zu den Hauptthemen der Forschung gehört die Frage nach dem Ausmaß der Eigenständigkeit des Macrobius gegenüber der von ihm konsultierten Literatur. Sie ist nicht leicht zu beantworten, da ein großer Teil seiner Quellen verloren ist. Je nach der Einschätzung seines Umgangs mit den Quellen schwanken die Urteile über seine philosophische und literarische Leistung. Im 19. und frühen 20. Jahrhundert wurde er ein „Opfer der Quellenforschung“ (Jacques Flamant); man betrachtete ihn meist – insbesondere seitens der deutschen Altertumswissenschaft – als bloßen Sammler von fremdem Material, dessen Ursprung es zu klären galt. Dennoch setzten schon damals Bemühungen ein, seinen eigenen Beitrag zu ermitteln und zu würdigen; ab den dreißiger Jahren des 20. Jahrhunderts gewann diese Betrachtungsweise zunehmend Anhänger (Paul Henry, Karl Mras, später vor allem Jacques Flamant).
Die Rolle des Macrobius in der Geschichte der Astronomie ist durch die Benennung eines Mondkraters nach ihm gewürdigt worden. Ferner ist die Macrobius Cove nach ihm benannt, eine Bucht im Grahamland in der Antarktis.

## Ausgaben (teilweise mit Übersetzung)
- Friedrich Heberlein (Hrsg.): Macrobius Ambrosius Theodosius: Kommentar zum Somnium Scipionis. Steiner, Stuttgart 2019, ISBN 978-3-515-12365-5 (Ausgabe ohne kritischen Apparat, lateinischer Text weitgehend nach der Ausgabe von Armisen-Marchetti, dazu deutsche Übersetzung und Erläuterungen des Herausgebers sowie Einleitung von Christian Tornau)
- Robert A. Kaster (Hrsg.): Macrobii Ambrosii Theodosii Saturnalia. Oxford University Press, Oxford 2011, ISBN 978-0-19-957119-2 (kritische Edition).
- Robert A. Kaster (Hrsg.): Macrobius: Saturnalia (= Loeb Classical Library. Bände 510–512). 3 Bände. Harvard University Press, Cambridge (Massachusetts) 2011, ISBN 978-0-674-99649-6 (Bd. 1), ISBN 978-0-674-99671-7 (Bd. 2), ISBN 978-0-674-99672-4 (Bd. 3) (Textausgabe und englische Übersetzung).
- James Willis (Hrsg.): Ambrosii Theodosii Macrobii Saturnalia. Teubner, Stuttgart/Leipzig 1994, ISBN 3-8154-1527-6 (kritische Edition, verbesserte Fassung der 2. Auflage von 1970).
- James Willis (Hrsg.): Ambrosii Theodosii Macrobii commentarii in somnium Scipionis. Teubner, Stuttgart/Leipzig 1994, ISBN 3-8154-1526-8 (kritische Edition, unveränderter Nachdruck der 2. Auflage von 1970; diese Ausgabe wurde von Rezensenten heftig kritisiert[49]).
- Mireille Armisen-Marchetti (Hrsg.): Macrobe: Commentaire au Songe de Scipion. 2 Bände. Les Belles Lettres, Paris 2003, ISBN 2-251-01420-3 und ISBN 2-251-01432-2 (maßgebliche kritische Edition mit französischer Übersetzung und Kommentar).
- Paolo De Paolis (Hrsg.): Macrobii Theodosii De verborum Graeci et Latini differentiis vel societatibus excerpta. Quattro Venti, Urbino 1990, ISBN 88-392-0181-5 (kritische Edition).

## Übersetzungen
deutsch
- Ambrosius Theodosius Macrobius: Tischgespräche am Saturnalienfest. Übersetzt von Otto und Eva Schönberger. Königshausen & Neumann, Würzburg 2008, ISBN 978-3-8260-3785-6.

englisch
- Macrobius: Commentary on the Dream of Scipio. Übersetzt von William Harris Stahl. Columbia University Press, New York 1952; Nachdruck: Columbia University Press, New York 1990, ISBN 978-0-231-09628-7.

griechisch (mittelalterlich)
- Maximus Planudes: Macrobii commentariorum in „Somnium Scipionis“ libri duo in linguam Graecam translati. Hrsg. von Anastasios Megas. Art of Text, Thessaloniki 1995, ISBN 960-312-047-2 (kritische Ausgabe der mittelgriechischen Übersetzung des Planudes mit dem lateinischen Text).